# دنيس باول (لاعب كرة قاعدة)
دنيس باول (بالإنجليزية: Dennis Powell)‏ هو لاعب كرة قاعدة أمريكي، ولد في 13 أغسطس 1963 في مولتري في الولايات المتحدة.

## وصلات خارجية
- دنيس باول على موقع دوري كرة القاعدة الرئيسي (الإنجليزية)
- دنيس باول على موقع الدوري الياباني لكرة القاعدة (الإنجليزية)
- دنيس باول على موقعبيزبول رفرنس.كوم (الدوري الرئيسي) (الإنجليزية)
- دنيس باول على موقعبيزبول رفرنس.كوم (الدوري الثانوي) (الإنجليزية)
- دنيس باول على موقع إي إس بي إن.كوم (أم.أل.بي) (الإنجليزية)
- دنيس باول على موقع مشجعي الرسوم البيانية (الإنجليزية)